# Liste der Baudenkmale in Gräben
In der Liste der Baudenkmale in Gräben sind alle Baudenkmale der brandenburgischen Gemeinde Gräben und ihrer Ortsteile aufgelistet. Grundlage ist die Veröffentlichung der Landesdenkmalliste mit dem Stand vom 31. Dezember 2020. Die Bodendenkmale sind in der Liste der Bodendenkmale in Gräben aufgeführt.

## Denkmale in den Ortsteilen
In den Spalten befinden sich folgende Informationen:
- ID-Nr.: Die Nummer wird vom Brandenburgischen Landesamt für Denkmalpflege vergeben. Ein Link hinter der Nummer führt zum Eintrag über das Denkmal in der Denkmaldatenbank. In dieser Spalte kann sich zusätzlich das Wort Wikidata befinden, der entsprechende Link führt zu Angaben zu diesem Denkmal bei Wikidata.
- Lage: die Adresse des Denkmales und die geographischen Koordinaten. Link zu einem Kartenansichtstool, um Koordinaten zu setzen. In der Kartenansicht sind Denkmale ohne Koordinaten mit einem roten beziehungsweise orangen Marker dargestellt und können in der Karte gesetzt werden. Denkmale ohne Bild sind mit einem blauen bzw. roten Marker gekennzeichnet, Denkmale mit Bild mit einem grünen beziehungsweise orangen Marker.
- Bezeichnung: Bezeichnung in den offiziellen Listen des Brandenburgischen Landesamtes für Denkmalpflege. Ein Link hinter der Bezeichnung führt zum Wikipedia-Artikel über das Denkmal.
- Beschreibung: die Beschreibung des Denkmales
- Bild: ein Bild des Denkmales und gegebenenfalls einen Link zu weiteren Fotos des Baudenkmals im Medienarchiv Wikimedia Commons

### Dahlen
| ID-Nr.                           | Lage                | Bezeichnung | Beschreibung | Bild           |
| -------------------------------- | ------------------- | ----------- | --- | -------------- |
| 09190196 Wikidata                | Dorfstraße (Lage)   | Dorfkirche  | Die evangelische Kirche wurde wahrscheinlich in der zweiten Hälfte des 17. Jahrhunderts erbaut. Es ist ein Fachwerkbau mit einem westlichen Dachturm. Im Inneren befindet sich eine Bretterdecke und eine vergitterte Westempore. Der Altaraufsatz stammt aus der ersten Hälfte des 18. Jahrhunderts. Zu Beginn des 18. Jahrhunderts wurde der Taufengel erstellt. | weitere Bilder |
| 09191336 Teilobjekt zu: 09190196 | Dorfstraße (Lage)   | Taufengel   | | Taufengel      |
| 09190198                         | Dorfstraße 1 (Lage) | Gutspark    | Der Gutspark entstand im Zusammenhang mit dem Bau des Gutshauses. Er ist rund neun Hektar groß und wurde im Stil eines englischen Landschaftsgartens gestaltet. | weitere Bilder |
| 09190197                         | Dorfstraße 1 (Lage) | Gutshaus    | Das Gutshaus wurde in der Mitte des 18. Jahrhunderts erbaut. Bauherr war die Familie von Schierstedt. Es ist ein zweigeschossiger Putzbau im Stil der Schinkel-Schule. Heute befindet sich hier ein Altenpflegeheim. | weitere Bilder |

### Gräben
| ID-Nr.                           | Lage                 | Bezeichnung | Beschreibung | Bild |
| -------------------------------- | -------------------- | --- | --- | --- |
| 09190195                         | Hauptstraße (Lage)   | Dorfkirche | Die evangelische Kirche stammt vermutlich aus dem 14. Jahrhundert. Im Jahre 1716 wurde die Kirche wesentlich erweitert. Nach dem Brand im Jahre 1846 wurde die Kirche umgebaut. | weitere Bilder |
| 09191150                         | Mühlendamm 16 (Lage) | Wassermühle, bestehend aus Wohnhaus, Mühlengebäude mit Mühlentechnik, linkem und rechtem Hofgebäude, Scheune, Gatterhalle des Sägewerks mit technischer Ausrüstung, Hof- und Straßenpflasterung | | Wassermühle, bestehend aus Wohnhaus, Mühlengebäude mit Mühlentechnik, linkem und rechtem Hofgebäude, Scheune, Gatterhalle des Sägewerks mit technischer Ausrüstung, Hof- und Straßenpflasterung |
| 09191151 Teilobjekt zu: 09191150 | Mühlendamm 16 ()     | Wohnhaus | | ein Bild hochladen |
| 09191152 Teilobjekt zu: 09191150 | Mühlendamm 16 ()     | Mühle | | ein Bild hochladen |
| 09191153 Teilobjekt zu: 09191150 | Mühlendamm 16 ()     | Stall | Der Stall steht östlich der Mühle. | ein Bild hochladen |
| 09191154 Teilobjekt zu: 09191150 | Mühlendamm 16 ()     | Fabrikgebäude | | ein Bild hochladen |
| 09191155 Teilobjekt zu: 09191150 | Mühlendamm 16 ()     | Scheune | | ein Bild hochladen |
| 09191156 Teilobjekt zu: 09191150 | Mühlendamm 16 ()     | Sägemühle | | ein Bild hochladen |
| 09191317 Teilobjekt zu: 09191150 | Mühlendamm 16 ()     | Pflasterstraße | | ein Bild hochladen |

### Rottstock
| ID-Nr.                           | Lage                 | Bezeichnung | Beschreibung | Bild               |
| -------------------------------- | -------------------- | --- | --- | ------------------ |
| 09190376                         | Dorfstraße (Lage)    | Dorfkirche | Die evangelische Dorfkirche ist ein neugotischer Feldsteinbau. Der achteckige Helm auf dem viereckigen Turm stammt aus dem Jahr 1905. | weitere Bilder     |
| 09191036                         | Dorfstraße 4c (Lage) | Gutsanlage Struvenberg, bestehend aus Herrenhaus mit Turm, Saalbau, Garagen- und Remisengebäude sowie Hofmauer | | BW                 |
| 09191564 Teilobjekt zu: 09191036 | Dorfstraße 4c ()     | Herrenhaus | | ein Bild hochladen |
| 09191565 Teilobjekt zu: 09191036 | Dorfstraße 4c ()     | Saalbau | Der Saalbau steht auf der Ostseite der Anlage.                                                                                        | ein Bild hochladen |
| 09191566 Teilobjekt zu: 09191036 | Dorfstraße 4c ()     | Remise | Die Remise liegt auf der Nordseite des westlichen Bereiches der Gutsanlage.                                                           | ein Bild hochladen |
| 09191567 Teilobjekt zu: 09191036 | Dorfstraße 4c ()     | Garagenanlage & Wohnhaus                                                                                       | | ein Bild hochladen |